# Lobatostoma kemostoma
Lobatostoma kemostoma är en plattmaskart som beskrevs av Maccallum 1913. Lobatostoma kemostoma ingår i släktet Lobatostoma och familjen Aspidogastridae. Inga underarter finns listade i Catalogue of Life.